# Jordi van den Bussche
Jordi Maxim van den Bussche (Amsterdam, 1 juni 1995), beter bekend als Kwebbelkop, is een Nederlandse gamer op YouTube met Engelstalige content.

## Biografie
Van den Bussche is vooral bekend van Engelstalige video's op YouTube waarbij hij een videospel speelt, en er commentaar op levert. Op zijn kanaal 'Kwebbelkop' heeft hij anno 2023 bijna 15 miljoen abonnees en zijn video's zijn meer dan 7 miljard keer bekeken. Hij is ook actief op Twitter (meer dan 400.000 volgers), Instagram (meer dan 1,1 miljoen volgers) en TikTok (3,2 miljoen volgers). Hiermee is hij een van de best bekeken en best verdienende Nederlandse youtubers. In 2016 zou hij meer dan een miljoen euro hebben verdiend met zijn kanaal en gerelateerde commerciële activiteiten.
Van den Bussche begon in 2008 met het plaatsen van video's op YouTube en concentreerde zich vanaf 2012 op dagelijkse opnames van videospellen (eerst veel Minecraft, later vooral Grand Theft Auto V), aanvankelijk samen met zijn vriend en voormalig huisgenoot Jelle van Vucht, die in hetzelfde genre ook succes behaalde, en later alleen. In december 2015 behaalde Van den Bussche voor het eerst meer dan 100 miljoen views per maand op zijn YouTubekanaal. Anno 2022 beheert Van den Bussche meerdere YouTubekanalen, waaronder zijn eigen "Kwebbelkop" en "bloo", een getekend, fictief personage. Hij trekt een internationaal kijkerspubliek van jonge kijkers met dagelijkse video's. Inkomsten komen uit advertentie-inkomsten via YouTube en via promotievideo's voor producten.
Van den Bussche was in 2017 deelnemer aan het programma Het Jachtseizoen van StukTV, waarin hij niet ontsnapte. Van den Bussche was in 2021 een deelnemer in het 5de seizoen van Legends of Gaming NL. Hier wist hij een plek in de finalemaand te winnen, alhoewel hij door persoonlijke redenen het toernooi, nog voor de aanvang van deze maand, moest verlaten.